# غيوم دو بايو
غيوم دو بايو، بالونيوس (بالفرنسية: Guillaume de Baillou)‏ (باللاتينية: Ballonius) كان طبيبا فرنسيا ولد في باريس حيث كان تلميذ جان فرنيل الطبيب الفرنسي الذي ولد عام (1497 وتوفي في 24 أبريل 1568).

## نبذة
حصل غيوم علي درجة بكالوريوس الآداب في عام 1568، ودرجة دكتوراه في الطب في عام 1570، كان معلم في باريس 46 عام وفي النهاية أصبح عميد كلية الطب. لفترة من الوقت كان الطبيب الخاص للملك هنري الرابع ملك إنجلترا (1615:1553).
يعتبر غيوم دو بايو أول عالم لعلم الأوبئة منذ أبقراط ويعود إليه الفضل كمؤسس لعلم الاوبئة. قام بدراسات مستفيضة للأوبئة التي أزعجت باريس بالإضافة إلى الفضل في توفير أول وصف لمرض السعال الديكي في عام 1578. هو أيضًا أول من أعطى وصف للروماتزم والتهاب المفاصل الذي حدده في مقالته المعنونة باسم Liber de Rheumatismo et pleuritide dorsalo.
غيوم هو جد جان شوفالييه الذي قدم مجموعة الحيلوجيا الشهيرة لمتحف التاريخ الطبيعي فيينا.

## وصلات خارجية
- غيوم دو بايو على موقع الموسوعة البريطانية (الإنجليزية)